# Mercedes-Maybach GLS
Mercedes-Maybach GLS 600 (X167) — великогабаритний автомобіль класу SUV з люксовим обладнанням німецького автовиробника Mercedes-Benz, що виготовляється з 2019 року.

## Опис

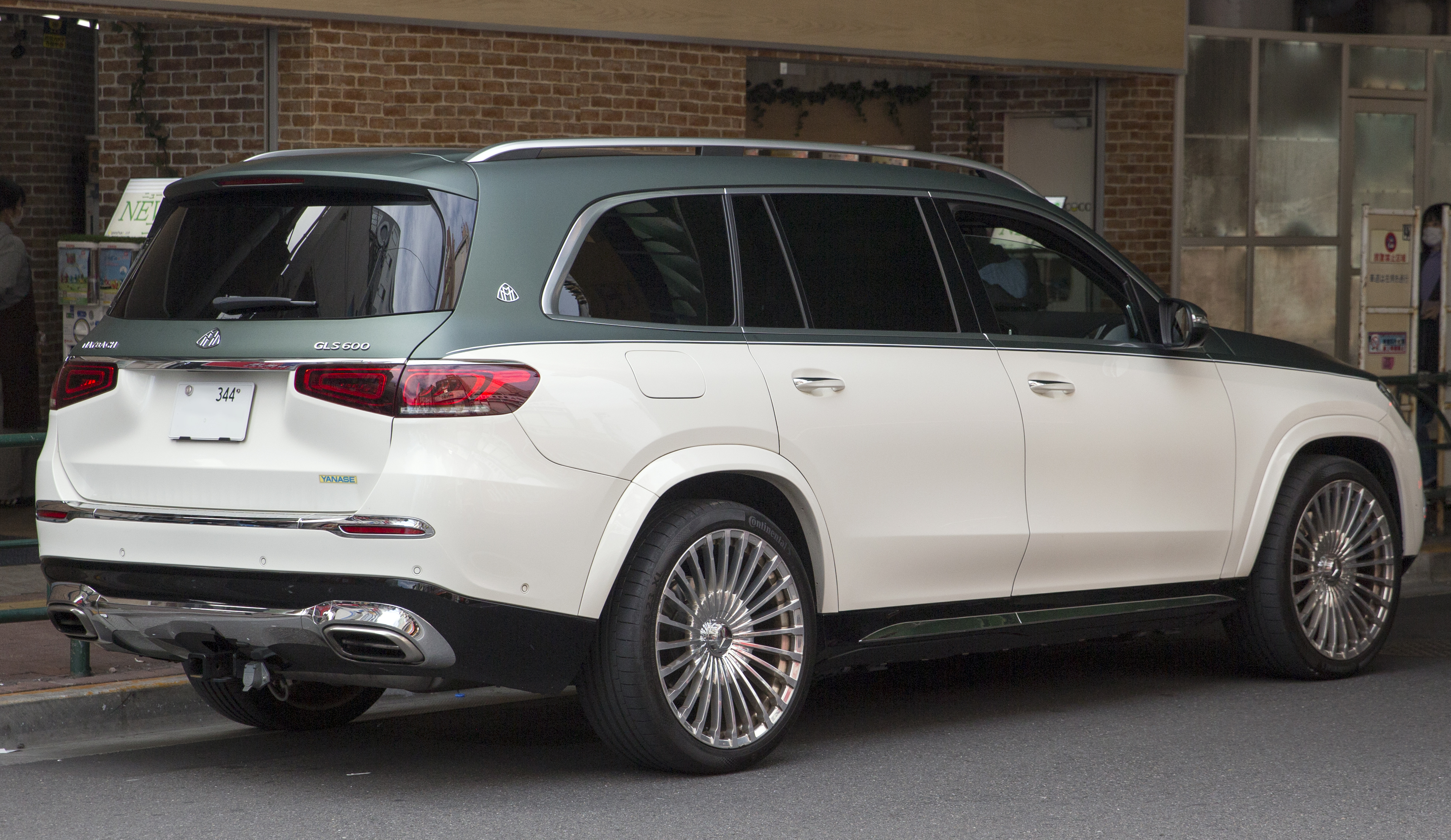
Mercedes-Maybach GLS 600 (2019-2024)

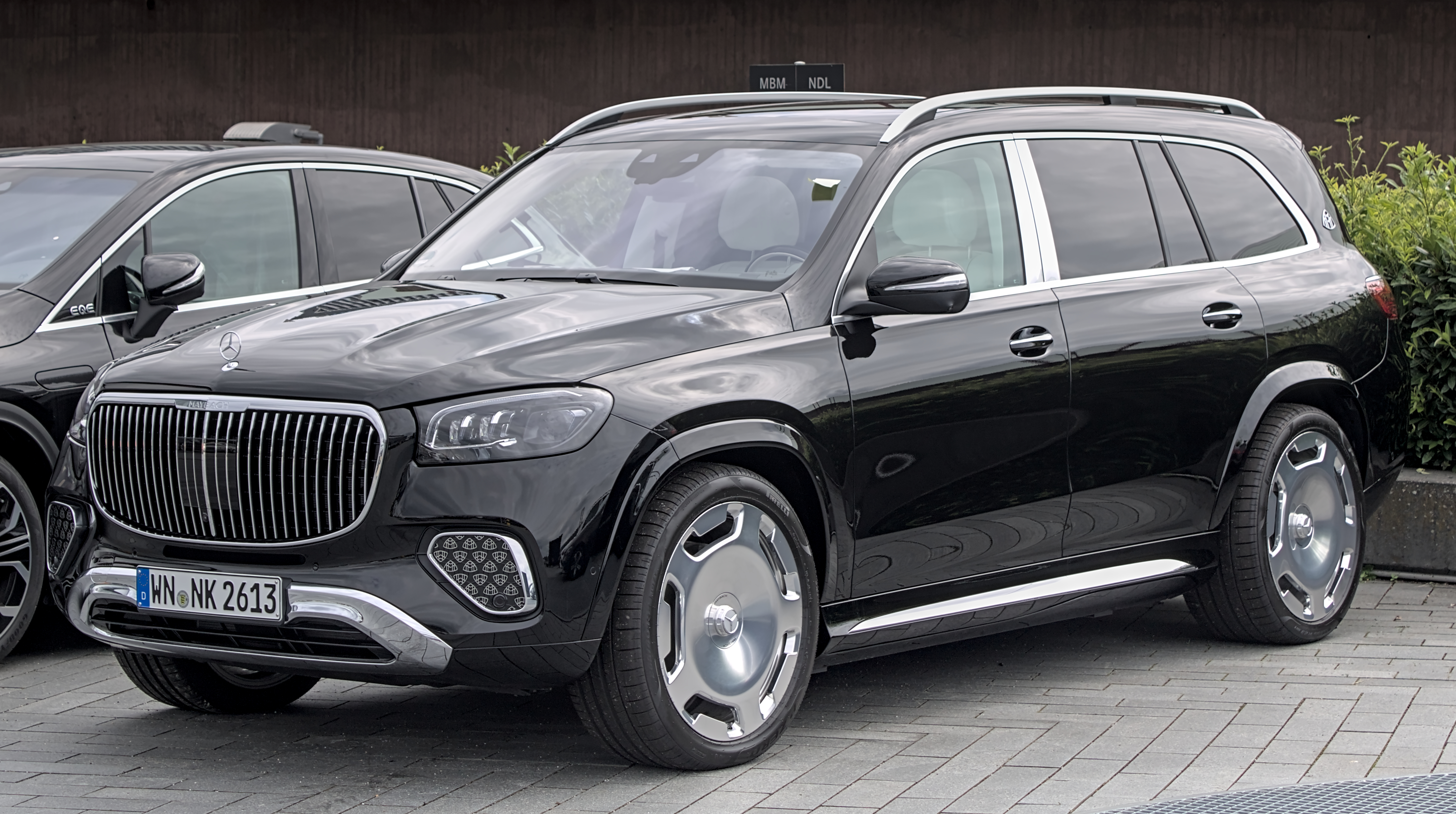
Mercedes-Maybach GLS600 (з 2024)

Всюдихід Майбаха заснований на другому поколінні Mercedes-Benz GLS-Класу, чия прем'єра відбулася в 2019 році. Машини отримали нову платформу MHA (Modular High Architecture).
Дизайн автомобіля виконаний в стилі концепт-кара Vision Mercedes-Maybach Ultimate Luxury.

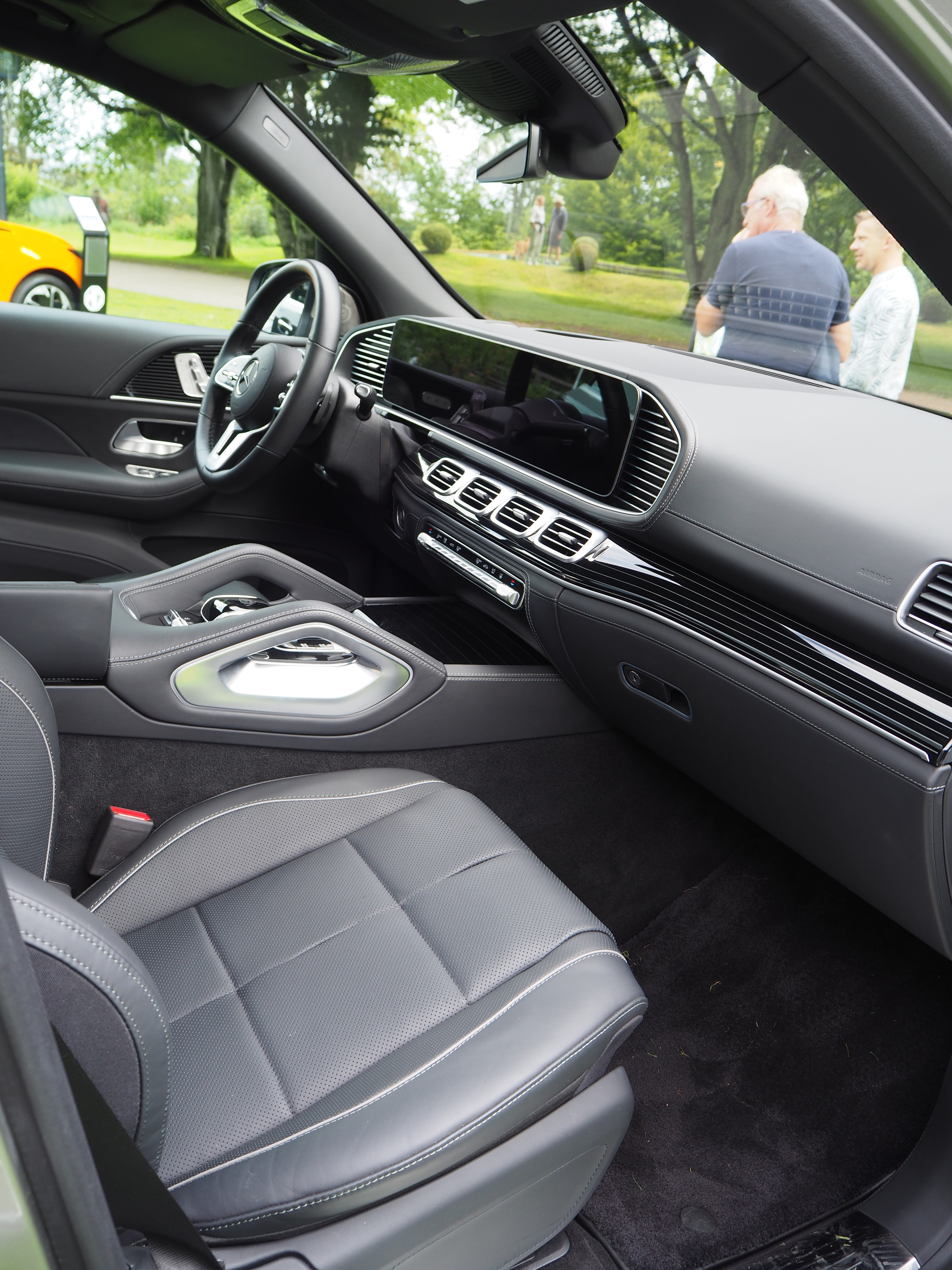

Конкурентами автомобіля є Bentley Bentayga, Rolls-Royce Cullinan, Range Rover SVAutobiography і Lamborghini Urus.
Maybach GLS оснащується двигунами V8, розробленими підрозділом Mercedes-AMG. Вельми імовірна гібридна версія. Модель отримала просунутий автопілот. Виробництво всюдихода вирішено налагодити в Алабамі.
Mercedes-Benz зареєстрував для моделі GLS три індекси: 600, 680 і S680.
У моделі встановлені два роздільних крісла, які можуть нахилятися на кут до 43,5 градуса і які розташовані на 120 мм ближче до багажника, ніж в Mercedes GLS. Пасажирам другого ряду доступні не тільки море вільного простору, а й власний двозонний клімат-контроль, підігрів і вентиляція сидінь, масаж, літакові столики, планшет для управління мультімедійною системою і холодильник, захований в нерухому центральну консоль між шезлонгами.
Пневмопідвіска Airmatic і електроннокеровані амортизатори входять в список стандартного оснащення, а за доплату пропонується активна гідропневматична підвіска E-Active Body Control. Вона вміє керувати кожним колесом окремо, боротися з креном на твердих покриттях і імітувати розкачування автомобіля на бездоріжжі, щоб вибратися з пастки. В автомобілі наявний додатковий режим руху, який назвали Maybach.
В продажі базова модифікація Mercedes-Maybach GLS починається від $160 500.

### Двигун
Гібрид:
- 4.0 л M 176 DE 40 AL V8 + електродвигун 558 + 22 к.с. 730 + 250 Нм (GLS 600 4MATIC)